# 1601 Patry
1601 Patry је астероид главног астероидног појаса чија средња удаљеност од Сунца износи 2,234 астрономских јединица (АЈ).
Апсолутна магнитуда астероида је 12,32.